# پادشاهی آنگلیای شرقی
پادشاهی آنگلیای شرقی (به انگلیسی: Kingdom of East Anglia) یک منطقهٔ مسکونی در بریتانیا است که در جزایر بریتانیا واقع شده‌است. امروزه به عنوان پادشاهی شرق انگلیس شناخته می‌شود، این پادشاهی در قرن ششم میلادی پس از اسکان آنگلو-ساکسون‌ها در بریتانیا شکل گرفت. ووفینگاس در قرون هفتم و هشتم، در این نواحی حکومت کرد اما در سال ۷۹۴ به دست مرسیا افتاد و در سال ۸۶۹، توسط دانمارک‌ها فتح شد. ادوارد پدر، این سرزمین را فتح کرد و در نهایت به سال ۹۱۸ به پادشاهی انگلستان پیوست.

## نگارخانه

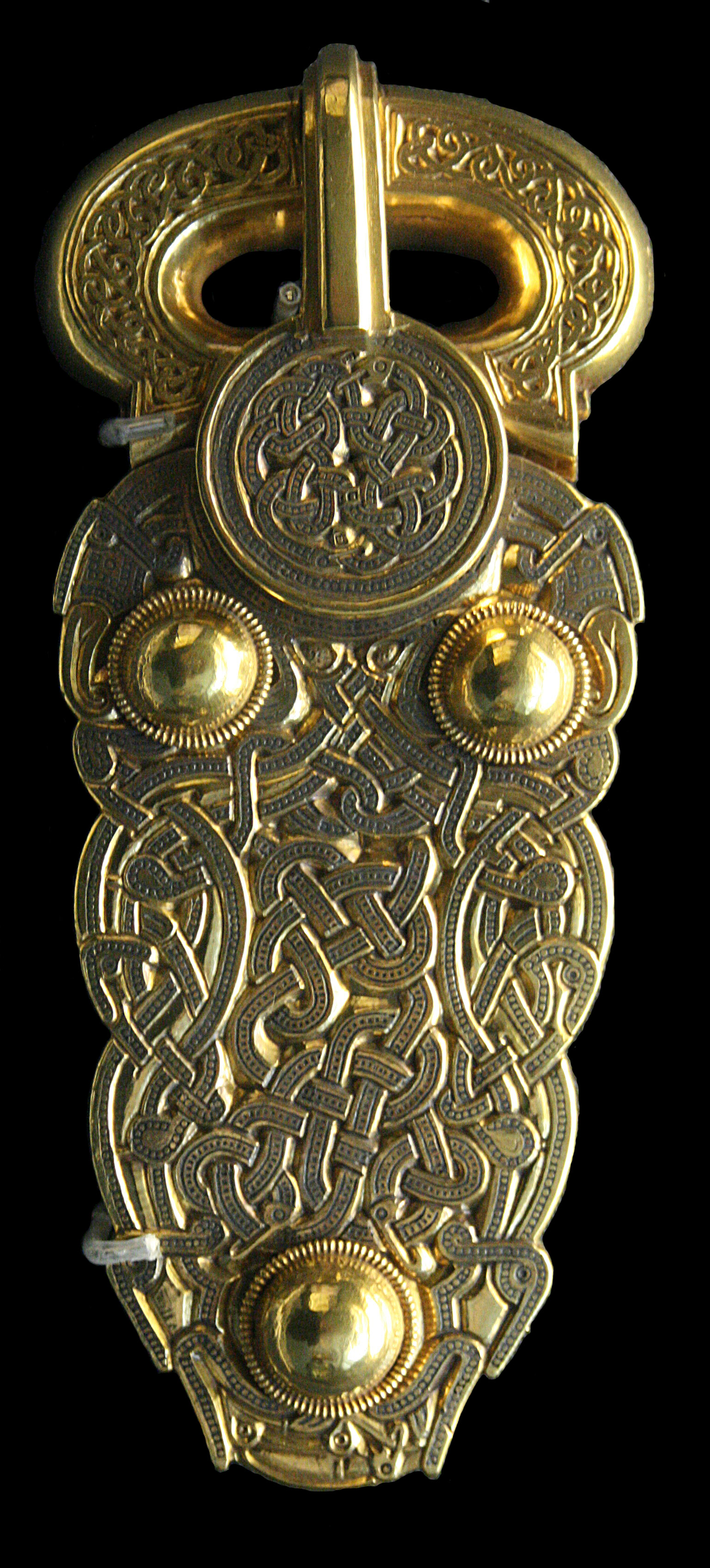
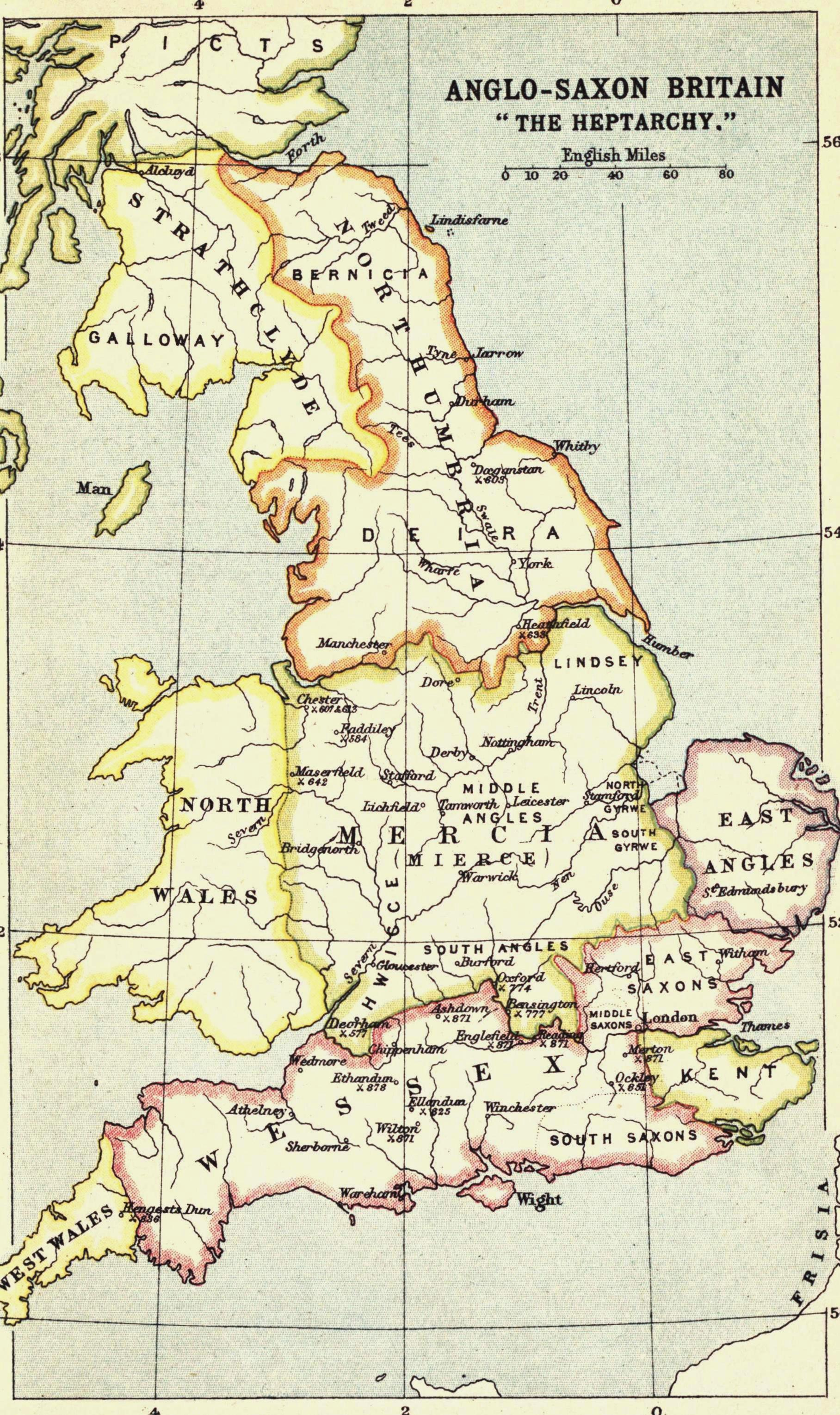
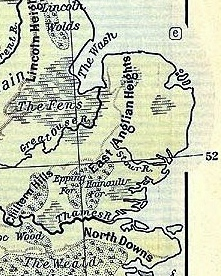